# Dražica (Chorwacja)
Dražica – wieś w Chorwacji, w żupanii bielowarsko-bilogorskiej, w gminie Veliki Grđevac. W 2011 roku liczyła 163 mieszkańców.